# Шеруп
Шеруп (мак. Шеруп) — річка в західній частині Македонії, яка впадає в Радику як її права притока.
Річка бере початок на горі Кораб.